# Nodezilla
Nodezilla es un software de red P2P escrito en C++ (el núcleo, conocido como Network Agent) y en Java (GUI). Intenta proveer el anonimato.

## Características
Técnicamente, Nodezilla es un sistema de enrutamiento seguro, distribuido y tolerante de fallos. Su objetivo principal es servir de enlace a servicios distribuidos construidos encima del (como chat, multidifusión de vídeo eficiente, intercambio de archivos, almacenaje seguro de archivos,etc.).
Nodezilla provee funciones de caché web; cualquier servidor puede crear una replica local de cualquier objeto de datos. Estas réplicas locales proveen un acceso más rápido y robustez a las particiones de red. También reducen la congestión de la red localizando el tráfico de acceso. Se asume que cualquier servidor en la infraestructura puede fallar, filtrar información, o puede verse en peligro, por lo tanto para asegurar la protección a la información, se usa redundancia y encriptación TLS. Debido a que los desarrolladores no han publicado el código fuente del Network Agent (núcleo), no se ha realizado una validación independiente del nivel de anonimato proveído.
Actualmente ofrece tres servicios:
- Intercambio de archivos anónimo
- Transmisión jerárquica de multimedia
- Intercambio de fotos digitales con amigos seleccionados

El proyecto también ofrece un plugin para Vuze, el popular cliente BitTorrent, permitiendo a los usuarios publicar y distribuir archivos .torrent sin índices ni páginas web tracker.